# Сёллёши, Имре
Имре Сёллёши (венг. Imre Szöllősi; 19 февраля 1941, Будапешт — 27 декабря 2022, Будапешт) — венгерский гребец-байдарочник, выступал за сборную Венгрии на всём протяжении 1960-х годов. Серебряный и бронзовый призёр летних Олимпийских игр, чемпион мира, пятикратный чемпион Европы, победитель многих регат национального и международного значения.

## Биография
Имре Сёллёши родился 19 февраля 1941 года в Будапеште. Активно заниматься греблей начал в раннем детстве, проходил подготовку в столичных спортивных клубах «Уйпешти» и «Будаи Шпартакуш».
Первого серьёзного успеха на взрослом международном уровне добился в 1959 году, когда попал в основной состав венгерской национальной сборной и побывал на чемпионате Европы в немецком Дуйсбурге, откуда привёз две награды золотого достоинства и одну серебряного. Благодаря череде удачных выступлений удостоился права защищать честь страны на летних Олимпийских играх 1960 года в Риме — завоевал серебряные медали в одиночках на тысяче метрах, уступив лишь датчанину Эрику Хансену, и в эстафете 4 × 500 м, проиграв команде из Германии (при этом его партнёрами были Имре Кемецеи, Андраш Сенте и Дьёрдь Месарош).
В 1961 году Сёллёши выступил на европейском первенстве в польской Познани, где поднимался на пьедестал почёта трижды: получил серебро в эстафете и золото в двойках на тысяче и десяти тысячах метрах. Будучи одним из лидеров гребной команды Венгрии, благополучно прошёл квалификацию на Олимпийские игры 1964 года в Токио — участвовал здесь в зачёте двухместных и четырёхместных экипажей на дистанции 1000 метров, но ни в одной из этих дисциплин попасть в число призёров не смог, в первом случае занял пятое место, во втором случае финишировал в финале четвёртым.
На чемпионате Европы 1965 года в Бухаресте Сёллёши выиграл бронзовые медали в одиночках и двойках на километровой дистанции, в то время как в двойках на десяти километрах удостоился золота, став таким образом пятикратным чемпионом континента. Год спустя на чемпионате мира в Восточном Берлине на десяти тысячах метрах завоевал золотую медаль в двойках и серебряную в четвёрках. Позже отправился представлять страну на Олимпийских играх 1968 года в Мехико — в составе четырёхместного экипажа, куда также вошли гребцы Иштван Тимар, Чаба Гици и Иштван Чизмадиа, завоевал на дистанции 1000 метров бронзовую медаль — в решающем заезде их обошли экипажи из Норвегии и Румынии.
После трёх Олимпиад Имре Сёллёши ещё в течение некоторого времени оставался в основном составе венгерской национальной сборной и продолжал принимать участие в крупнейших международных регатах. Так, в 1969 году он съездил на чемпионат Европы в Москву, где стал бронзовым призёром в эстафете 4 × 500 м. В следующем сезоне стартовал на мировом первенстве в Копенгагене и выиграл серебро в двойках на десяти тысячах метрах. Вскоре по окончании этих соревнований принял решение завершить карьеру профессионального спортсмена, уступив место в сборной молодым венгерским гребцам.
Умер 27 декабря 2022 года.